# Trvalý pobyt
Trvalý pobyt je jeden ze tří způsobů pobytu cizinců třetích zemích (mimo EU) na území České republiky. Dalšími možnými způsoby jsou krátkodobý pobyt a dlouhodobý pobyt. Tyto tři pobytové režimy jsou upraveny cizineckým zákonem. Správním orgánem, který rozhoduje o udělení je ministerstvo vnitra.
Pro občany zemí Evropské unie připadá v úvahu přechodný pobyt v jiné zemi EU.

## Udělení trvalého pobytu
Povolení k trvalému pobytu se vydává cizincům, kteří jsou na území České republiky nepřetržitě po dobu 5 let a to pouze na základě dlouhodobého víza, povolení dlouhodobého pobytu nebo azylu. Do této doby se nezapočítává zahraniční služební cesta.

### Podání žádosti k udělení trvalého pobytu
Žádost k povolení trvalého pobytu podává cizinec osobně na úředním tiskopisu na Ministerstvu vnitra České republiky.

### Náležitosti žádosti
Cizinec musí předložit dvě aktuální fotografie své osoby, platný cestovní pas, doklad o zajištění prostředků k trvalému pobytu (pravidelný příjem), doklad o zajištění ubytování na území, výpis z rejstříku trestů (ze všech států, kde cizinec pobýval déle než 6 měsíců), doklad prokazující znalost českého jazyka, na žádost lékařskou zprávu, souhlas pro nezletilé osoby. Důležité je žádost doplnit také o životopis, ve kterém budou zmíněny důvody žádosti o trvalý pobyt, výjimkou jsou lidé českého původu.
Doklady nesmí být starší než 180 dní – vyjímaje cestovní doklad, oddací list, rodný list a doklad prokazující zkoušku z jazyka. Vždy by to měly být originály, nebo úředně ověřené kopie dokumentů. Všechny dokumenty předložené s žádostí o trvalý pobyt musí být vyhotoveny v českém jazyce, nebo do češtiny přeložené. Žádost se musí podávat osobně. Za cizince, který dosud nedovršil 15 let, může žádost podat jeho zákonný zástupce. Veškeré dokládání dokumentů k žádosti musí zájemce o trvalý pobyt provádět osobně, nebo prostřednictvím zmocněnce, či poštou.

### Řízení o žádosti k trvalému pobytu
Řízení žádosti podléhá režimu cizineckého zákona, správnímu řádu a dalším souvisejícím právním předpisům.

### Výjimky k udělení trvalého pobytu
Povolení k trvalému pobytu vydává ministerstvo vnitra cizincům, kteří žádají z humanitárních důvodů (byl-li cizinec v minulosti občan České republiky, je manželem azylanta a jejich sňatek byl uzavřen před vstupem na území ČR) nebo z důvodů zvláštního zřetele. Dále se výjimka uděluje cizincům, jejichž pobyt je v zájmu České republiky.

### Rozhodnutí o udělení povolení k trvalému pobytu
Žadatel po kladném posouzení zastupitelského úřadu ČR v zahraničí získá vízum k pobytu delšímu 90 dnů za účelem převzetí povolení k trvalému pobytu. Po vydání kladného rozhodnutí o povolení k trvalému pobytu, MV ČR sdělí Ústřední pojišťovně Všeobecné zdravotní pojišťovny České republiky den, kdy povolení k trvalému pobytu nabylo právní moci a žadatel tak bude zařazen do registru pojištěnců.

### Délka povolení
Povolení se vydává na dobu 10 let a může se opakovaně prodloužit. Toto prodloužení se musí podat 90 dní před vypršením lhůty platnosti.

## Práva a povinnosti osob s trvalým pobytem
Osoby s trvalým pobytem mají přístup k veřejnému zdravotnímu pojištění, právo na dávky sociální podpory a mají nárok na zaměstnání a na podnikání.

## Zánik trvalého pobytu
- získáním občanství České republiky,
- pokud se cizinec stane rezidentem jiné země Evropské unie,
- nabytím právní moci rozsudku ukládajícího cizinci trest vyhoštění nebo vykonatelností rozhodnutí o správním vyhoštění a
- úmrtím cizince nebo právní mocí rozhodnutí soudu o prohlášení cizince za mrtvého.

### Neudělení povolení k trvalému pobytu
Žádost o vydání povolení k trvalému pobytu může být zamítnuta ministerstvem vnitra v následujících případech:
- zjištění padělaných údajů nebo padělaných informací, které osoba poskytla,
- cizinec se dopustil obcházení zákona,
- cizinec nedostaví se k výslechu bez závažného důvodu nebo odmítne vypovídat.
- cizinec je veden v evidenci nežádoucích osob a
- v případě polygamního manželství.[2]

### Zamítnutí vydání povolení k trvalému pobytu
Žádost o vydání povolení k trvalému pobytu zamítá MV ČR v případě kdy:
- je zařazen do informačního systému smluvních států
- nesplňuje podmínku trestní zachovalosti,
- nepředloží doklad o zajištění prostředků k trvalému pobytu na území,
- žádající o povolení k trvalému pobytu podle § 66 trpí závažnou nemocí,
- bývalý držitel modré karty, nebo jeho rodinný příslušník, pobýval mimo území členských států Evropské unie nepřetržitě po dobu delší než 24 měsíců.,
- je důvodné nebezpečí, že by cizinec mohl ohrozit bezpečnost státu nebo závažným způsobem narušit veřejný pořádek, nebo
- závažným způsobem narušil veřejný pořádek nebo ohrozil bezpečnost jiného členského státu Evropské unie, za podmínky, že toto rozhodnutí bude přiměřené z hlediska jeho zásahu do soukromého nebo rodinného života cizince.[2]

Zamítnutí žádosti o povolení k trvalému pobytu dostane každý žadatel informaci ať už přes telefon nebo prostřednictvím pošty na uvedenou kontaktní adresu. Proti tomuto rozhodnutí má každý žadatel právo se odvolat ve lhůtě 15 dnů od doručení rozhodnutí. Odvolání se podává buď osobně, nebo prostřednictvím pošty na určené pracoviště MV ČR. Rozhodnutí o odvolání bude cizinci doručeno poštou.

### Zrušení platnosti povolení k trvalému pobytu
Toto zrušení znamená ukončení pobytu na území České republiky. Povolení může být zrušeno z důvodu zjištění padělaných poskytnutých informací a údajů, které cizinec předkládal. Povolení se zruší pokud cizinec byl mimo území České republiky déle než 6 let (nebo mimo území Evropské unie déle než 1 rok). Ministerstvo vnitra může zrušit povolení k pobytu pokud zanikne humanitární důvod nebo důvod zvláštního zřetele, který byl důvodem přijetí. Zruší se i na základě pravomocného rozsudku soudu České republiky, kdy byl cizinec odsouzen za spáchání úmyslného trestného činu k nepodmíněnému trestu odnětí svobody.